# Bandeira dos Arameus

Razão: 2:3

A bandeira aramaica, ou bandeira siríaco-aramaica, é a bandeira étnica designada para os arameus, adotada em 1980 pela revista aramaica Bahro Suryoyo (luz aramaica) da federação siríaca na Suécia (Sueco: Syrianska Riksförbundet). Com o intuito de representar sua nação e pátria, bem como a diáspora aramaica, a bandeira foi desenhada com base no símbolo do Sol Alado, substituindo o sol por uma tocha que simboliza o Espírito Santo no Cristianismo.